# 鈴木清
鈴木清（英語：Kurtis Kiyoshi Suzuki，1983年10月4日—），為美國職棒大聯盟的捕手。他先前曾效力過運動家、雙城、勇士、國民與天使等隊。
2004年美國職棒大聯盟選秀，鈴木清在第二輪67順位被運動家選中。2007年登上大聯盟，2019年拿下世界大賽冠軍。

## 職業生涯

### 奧克蘭運動家
2007年6月12日，鈴木清登上大聯盟。後來球隊將捕手Adam Melhuse交易到遊騎兵，鈴木清順勢接替其空缺。9月10日，他敲出大聯盟生涯首發滿貫砲。
2008年，鈴木清成為主力捕手。該年他的打擊率為2成79。
2009年，他敲出15轟與88分打點，打擊率為2成74。該年他成為隊史第二位拿下全隊打點王頭銜的捕手。
2010年7月23日，鈴木清和運動家簽下4年延長合約。該年他的打擊率為2成42，並敲出13轟與71分打點。隔年他的打擊率為2成37，並敲出14轟與44分打點。

### 華盛頓國民
2012年8月3日，運動家將鈴木清交易到國民，換來David Freitas。2013年，他和Wilson Ramos輪流擔任球隊先發捕手。5月12日，鈴木清因為和主審爭論好球帶，使得生涯首度遭到驅逐出場。

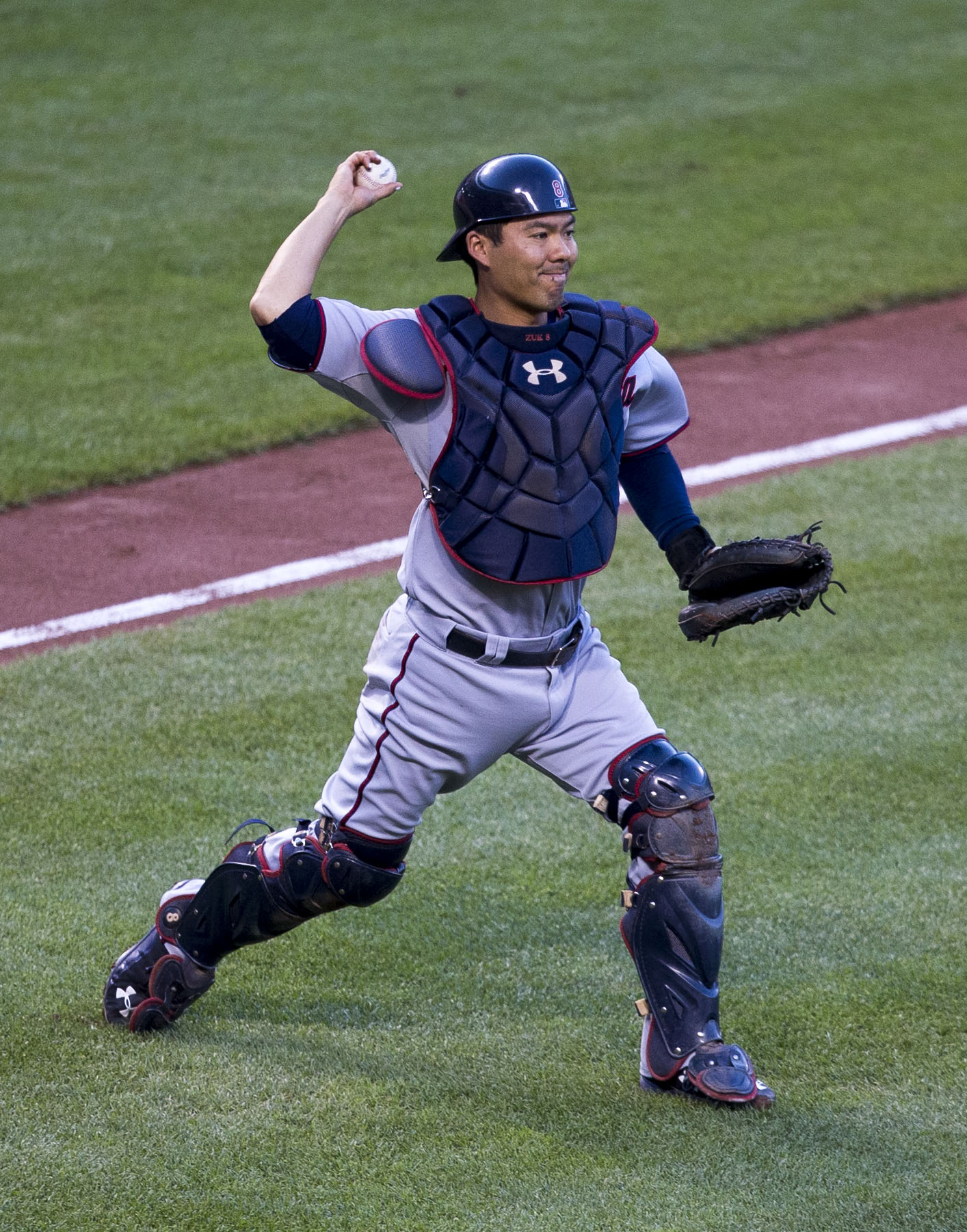
2015年的鈴木清

### 重回奧克蘭
2013年8月22日，國民隊將鈴木清交易到運動家，換來Dakota Bacus。該年他只在運動家出賽15場比賽。

### 明尼蘇達雙城
球季結束後，鈴木清成為自由球員。他在2013年12月23日和雙城簽約。
2014年，鈴木清入選明星賽。他在7月31日和球隊續約2年。整季他的打擊率2成88為生涯新高，另敲出3轟與61分打點。隔年他的打擊率為2成40，並敲出5轟與50分打點。2016年，他的打擊率為2成58，並敲出8轟。不過他後來因為受傷導致球季提前結束。

### 亞特蘭大勇士
2017年1月30日，鈴木清和勇士隊簽下1年150萬美元的合約。該年他敲出生涯新高的單季19轟，並和泰勒·弗勞爾斯成為勇士隊的主力捕手。球季結束後，他和勇士隊續簽1年350萬美元的合約。2018年，他繳出2成71的打擊率，並敲出12轟與50分打點。

### 重回華盛頓
2018年11月20日，鈴木清和國民簽下2年1000萬美元的合約。2019年，他的打擊率為2成64，並敲出17轟與63分打點。
2019年世界大賽第二戰，鈴木清成為大聯盟首位在世界大賽開轟的夏威夷人。儘管他在系列賽後段因為臀部受傷未能上場，國民隊依舊拿下隊史首座世界大賽冠軍。
2020年，鈴木清達成國聯最多的28次阻殺。

### 洛杉磯天使
2021年1月15日，鈴木清和天使隊簽下1年150萬美元的合約。4月20日，他完成了大聯盟生涯1000次接殺出局。

## 個人生活
鈴木清是第四代日裔美國人，他的妻子是名排球選手。兩人在2007年結婚，目前育有2子1女。

## 外部連結
- 球員資訊和成績在MLB，ESPN，Baseball-Reference，Fangraphs（英文）
- 鈴木清在台灣棒球維基館上的頁面（繁體中文）